# Santana do Mundaú
Santana do Mundaú este un oraș în statul Alagoas (AL) din Brazilia.